# Tanie pieniądze
Tanie pieniądze – polski film fabularny z 1985 roku, w reżyserii Tomasza Lengrena.

## Opis fabuły
Skazaniec Adam opuszcza więzienie po dwóch latach kary. Wraca on w rodzinne strony z postanowieniem dokonania zemsty na stryju, który wydał go w ręce władz. Zanim jednak to się stanie, trochę przypadkowo dostanie pracę przy budowie autostrady. Wkrótce pojawia się Tojfel, były więzień, który proponuje Adamowi zamordowanie jego stryja w zamian za pomoc w planowanych przestępstwach. Gdy Adam nie daje odpowiedzi jego ludzie gwałcą Magdę, praktykantkę na budowie. Adam dokonuje zemsty, spychając samochód gwałcicieli do stawu. Adam i Magda zostają kochankami. Niedługo później stryj zostaje zamordowany, a na jego pogrzebie zjawia się Tojfel, który żąda od Adama rewanżu za dokonaną przysługę.

## Obsada
- Krzysztof Pieczyński – Adam
- Jolanta Piętek-Górecka – Magda
- Wojciech Skibiński – Włodek
- Jacek Bursztynowicz – kierowca
- Emilian Kamiński – Wrangler
- Lech Dyblik – majster
- Gustaw Lutkiewicz – Ruptura
- Henryk Bista – Leon Solski
- Jerzy Trela – Winko
- Bogusław Linda – Tojfel
- Tomasz Lengren – Zygmunt Ozdoba
- Dariusz Siatkowski – Jaś Bykowaty
- Barbara Bargiełowska – Ozdobowa
- Jan Pyjor – sierżant Dębiński
- Jerzy Orłowski – Wesoły
- Sławomir Orzechowski – kadrowiec

Źródło: Filmpolski.pl.